# Wildensteiner Ritterschaft auf blauer Erde
Die Wildensteiner Ritterschaft auf blauer Erde war eine Vereinigung, die von Anton David Steiger im Jahr 1790 gegründet wurde. Sie entstand im Zeichen der aufkommenden Ritterromantik. Hauptsitz des Ritterbundes war die Burg Seebenstein, die Steiger von Johann Ferdinand Graf Pergen pachtete.
Den Namen übernahm der Ritterbund von dem in der Gegend ansässigen Geschlecht der Wildensteiner.
Die Mitglieder, zu denen unter anderen auch Erzherzog Johann, Goethes Freund Carl August von Weimar und der Erzbischof von Olmütz gehörten, gaben sich selbst Titel aus der Ritterzeit und sprachen sich selbst als Ritter an. Auch Ritterspiele fanden statt, die selbst den Zeitgenossen als lächerlich erschienen. Trotzdem wurde die Ritterschaft auch vom damaligen Kaiser Franz II. geschätzt. So wurde Steiger sogar geadelt und durfte sich Edler von Amstein nennen.
Wegen des fortschreitenden Misstrauens des Kaiserhofes, der auch Geheimbündelei befürchtete, musste der Ritterbund im Jahr 1823 wieder aufgelöst werden. Man nimmt jedoch an, dass sich die Mitglieder weiterhin trafen, da sich insgesamt die Anzahl der Ritterbünde noch erhöhte.